# Eubrianax javanus
Eubrianax javanus là một loài bọ cánh cứng trong họ Psephenidae. Loài này được Pic miêu tả khoa học đầu tiên năm 1913.